# Брейфне
Брейфне — (ірл. — Bréifne, англ. — Breffny, Brefnie, Brenny) — королівство на північному заході Ірландії в добу раннього середньовіччя. Територія ірландської племінної групи (туата) О Бруїн Брейфне (ірл. — Uí Briúin Bréifne). Розташовувалось на території сучасних графств Каван, Літрім, Слайго — територія католицької єпархії Кілморе.

Основні королівства Ірландії у ранньому середньовіччі. Показані особисті володіння верховного короля Ірландії — Міде та володіння вікінгів — Дублін, Ліннс, Корк, Лімерік, Ватерфорд, Вексфорд.

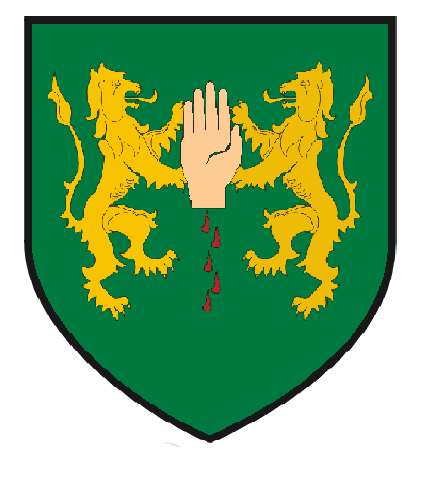
Герб клану О'Рейллі і королівства Східне Брейфне.

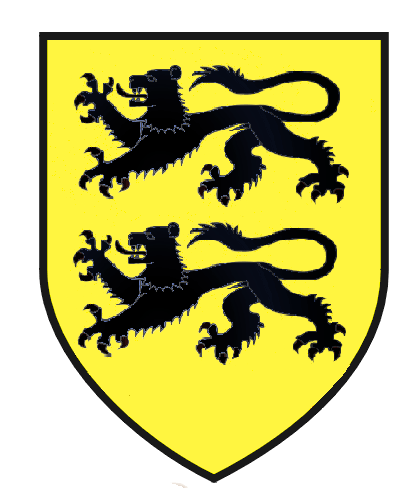
Герб клану О'Руайрк і королівства Західне Брейфне.

Вважається, що назва «Брейфне» походить від давнього ірландського слова, що означало «горбистий».
З іншого боку, давні ірландські легенди стверджують, що назва походить від легендарної Брефне (ірл. — Brefne) — дочки Беоана мак Бехайга (ірл. — Beoan mac Bethaig), що була хороброю жінкою-воїном в давні часи.
На вершині свого розквіту королівство Брейфне в XI столітті в час правління короля Тігернана О'Руайра (ірл. — Tigernán Ua Ruair) королівство простягалося від Келлс, що в графстві Міт до Друмкліфф, що в графстві Слайго.
Межувало з королівствами Коннахт, Міде, Айргіалла, Тір Еогайн, Айлех, Тір Конайлл.
Про королівство Брейфне неодноразово згадують ірландські літописи, зокрема, «Літопис Чотирьох Майстрів», «Літопис Ольстера», «Літопис Коннахта», «Літопис скоттів», «Літопис Іннісфалена», «Літопис Тігернаха». Королівство довгий час мало своїх духовних лідерів — «літопис Чотирьох Майстрів» пише, що у 1296 році помер Мелпетер О'Дуйгеннан (ірл. — Maelpeter O'Duigennan) — архідиякон Брейфне.
У 1256 році на території королівства йшла війна між кланами О'Роуркес (ірл. — O'Rourkes) та О'Рейлліс (ірл. — O'Reillys). Це призвело до поділу королівства на дві частини — Західне Брейфне і Східне Брейфне. Королі з династії О'Руайрк (ірл. — Ó Ruairc) мали владу над Західним Брейфне — територія сучасного графства Лейтрім. Потім територія королівства Брейфне була частиною королівства Коннахт аж до часів англійської королеви Єлизавети І. О'Руайрк були лордами Брейфне протягом всього неспокійного XVI століття.

## Історія королівства Брейфне
У стародавні часи територію майбутнього королівства Брейфне населяло плем'я (туат) Ердіні (Erdini), що в Ірландії називалося Ернай (ірл. — Ernaigh). Це було ірландське плем'я, що володіло землями навколо озера Лох-Ерне (ірл. — Lough Erne).
На початку християнської ери в Ірландії в V–VI століттях на території Брейфне, а також поруч цих земель жили наступні туата: Гласрайге, Масрайге, Дартрайге, Арвайге, Галрайге, Фір Манах, Гайленга (ірл. — Glasraighe, Masraige, Dartraige, Armhaighe, Gallraighe, Fir Manach, Gailenga). У VI столітті люди відомі як Конмайкне Рейн (ірл. — Conmaicne Rein) вирушили на північ з Данмора, що в графстві Голуей на землю Маг Рейн (ірл. — Magh Rein), що навколо Фенай. Нинішня територія на півдні графства Лейтрім була відома як Маг Рейн, а жителі цієї землі були відомі як Конмайкне Маг Рейн (ірл. — Conmaicne Magh Rein). Це були люди з кланів Муйнтір Еолайс, Муйнтір Кеарваллайн (О'Мулві), Кінел Луахайн (ірл. — Muintir Eolais, Muintir Cearbhallain (O Mulvey), Cinel Luachain).
У VIII столітті територія Брейфне була завойована кланом О'Брюйн (ірл. — Uí Briúin), які були гілкою королівських династій Коннахту. О'Брюйн утвердились спочатку на землях нинішнього графства Летрім, а потім і на території графства Каван.
У IX столітті клан О'Руайрк (ірл. — O'Ruairc) утвердився як королівська династія Брейфне.
У Х — XI століттях королі Брейфне вели нескінченні війни з сусідами — переважно з королівством Коннахт за території і за владу на території королівства.
У XII столітті королівство досягло вершини своєї могутності і охоплювало території сучасних графств Лейтрім, Міт, Фермана, Каван, Лонгфорд, Слайго.
У XVI столітті Брейфне ще зберігало незалежність від англійських загарбників і складалося з двох королівств Західне Брейфне (яким володіли О'Руайрк) і Східне Брейфне (яким володіди О'Рейлі). Пізніше вони стали вже не королями, а лордами, а потім і остаточно втратили свою владу.

## Клани королівства Брейфне
Кенел Кайрпре (Кайрбре) (ірл. — Cenél Cairpre (Cairbre) — володіли землями в нинішніх графствах Слайго та Літрім. Походять від Койпре — сина верховного короля Ірландії на ймення Ніл (Ніалл) Дев'яти Заручників. Від Кенел Кайрпре походять О'Мулклохі (ірл. — O'Mulclohy (Ó Maolchloiche).
- Дункарбі (Дун Хайрбре) (ірл. — Duncarbry (Dun Chairbre) — володіли землями Дровес, барони північного Слайго.
- Кайпре Габра (ірл. — Cairpre Gabra) — володіли землями в північному Лонгфорді, баронство Гранард.
- О'Ронан (ірл. — O'Ronan (Ó Ronáin) — були вождями дрібних кланів в баронстві Гранард.
- О'Фаррел (ірл. — O'Farrell) — були сильними і впливовими у XIII столітті.

## Список королів королівства Брейфне
(вказані роки правління, додаткові титули якими володіли ці королі та спорідненість)

### Ранні королі
- Еохайд Мугмедон або Еоху Мугмедон (ірл. - Eochu Mugmedón) - батько Бріона, Фіахра, Ніалла Дев’яти Заручників.
- Бріон (ірл. – Brión) – засновних королівських династій Коннахту.
- Аод Фіонн мак Фергна (ірл. - Aodh Fionn mac Fergna) – король Брейфне.
- Маенах мак Байхін (ірл. - Maenach mac Báithin) - король О'Брюнь Брейфне (653 – ?).
- Дуб Дохра (ірл. - Dub Dothra) – король О'Брюнь, Конмайкне, Брейфне (743 – ?).
- Кормак мак Дуйв Да Кріох (ірл. - Cormacc mac Duibh Dá Críoch) – король Брейфні (? – 790).
- Муйрхертах мак Доннгал (ірл. - Muircheartach mac Donnghal) (800—806).
- Маел Дуїн мак Ехтгал (ірл. - Mael Dúin mac Échtgal) (? – 822).
- Келлах мак Кернах мак Дув Дохра (ірл. - Ceallach mac Cearnach mac Dubh Dothra) (? - ?).
- Тігернан мак Селлахан (ірл. - Tighearnán mac Seallachan) (888 – ?).
- Руарк мак Тігернайн (ірл. - Ruarc mac Tighearnáin) - лорд О'Бруїн Брейфне (893 – ?), дідусь Шона Фергала.
- Фланн мак Тігернайн (ірл. - Flann mac Tighearnáin) (910—931)
- Кернахан мак Тігернайн (ірл. - Cernachan mac Tighearnáin) (931—935)
- Конгалах мак Кахалайн (ірл. - Conghalach mac Cathaláin) (935—937)
- Клейркен мак Тігернан (ірл - Cléircén mac Tigernán) (937 - ?)
- Фергал мак Руайрк (ірл. - Fergal ua Ruairc) (? - ?)

### Династія клану О'Руайрк - королів Брейфне
- Шон Фергал О'Руайрк (ірл. - Sean Fergal Ó Ruairc) - король Коннахту та Брейфне (964—67)
- Ніалл О'Руайрк (ірл. - Niall Ó Ruairc) - спадкоємець Брейфне (1000—1001)
- Аед О'Руайрк (ірл. - Aedh Ó Ruairc) (1001—1015) – син Шона Фергала.
- Арт ан Кайлех О'Руайрк (ірл. - Art an Caileach Ó Ruairc) (1020—1030?) – син Шона Фергала.
- Аед О'Руайрк (ірл. - Aedh Ó Ruairc) - лорд Дартрайге у 1029 році.
- Арт Валлах Ойрдніде О'Руайрк (ірл. - Art Uallach Oirdnidhe Ó Ruairc) - король Коннахта і Брейфне (1030—1046) – син Аеда мак Фергала.
- Ніалл О'Руайрк (ірл. - Niall Ó Ruairc) - король Брейфне та Коннахту (1047—1057 ?) – син Арта Валлаха.
- Домалл О'Руайрк (ірл. - Domnall Ó Ruairc) - лорд Брейфне 1057 (?) – син Ніалла.
- Кахал О'Руайрк (ірл. - Cathal Ó Ruairc) - лорд Брейфне (1051—1059) – син Тігернана.
- Аед ін Гілла Брайте О'Руайрк (ірл. - Aedh in Gilla Braite Ó Ruairc) (1066—1067) - син Ніалла мак Арта Валлаха.
- Аед О'Руайрк (ірл. - Aed Ó Ruairc) - король Коннахту та Брейфне (1067—1087) – син Арта Валлаха.
- Доннхад Каел О'Руайрк (ірл. - Donnchadh Cael Ó Ruairc) (1084—1085) - син Арта ан Кайлеха.
- Валгарг О'Руайрк (ірл. - Ualgharg Ó Ruairc) - спадкоємець королівства Коннахт (1085 – ?) син Ніалла мак Арта Валлаха.
- Доннхад О'Руайрк (ірл. - Donnchadh Ó Ruairc) - лорд О'Брюїн та Конмайкне (1101 – ?) син Арта О'Руайрка.
- Домналл О'Руайрк (ірл. - Domnall Ó Ruairc) - король Коннахту та Брейфне (1095—1102) – син Тігернана Валгарга.
- Кахал О'Руайрк (ірл. - Cathal Ó Ruairc) - лорд ОБрюїн Брейфне та Гайленга (1105 – ?) - син Гілла Брайте мак Тігернана.
- Домналл О'Руайрк (ірл. - Domnall Ó Ruairc) - лорд ОБрюїн (1108—1117) - син Доннхада.
- Аед ан Гілла Шронмаол О'Руайрк (ірл. - Aedh an Gilla Sronmaol Ó Ruairc) - король Конмайкне (1117—1122) – син Домналла чи Доннхада.
- Тігернан Великий О'Руайрк (ірл. - Tigernán mór Ó Ruairc)(1124—1152 та 1152—1172) – син Доннхада мак Домнайла.
- Аед О'Руайрк (ірл. - Aedh Ó Ruairc) (1152 та 1172—1176) – син Гілла Бруїдне мак Домналла.
- Амлайб О'Руайрк (ірл. - Amlaíb Ó Ruairc) (1176—1184) - син Фергала мак Домналла мак Тігернана.
- Аед О'Руайрк (ірл. - Aedh Ó Ruairc) (1184—1187) - син Маелсехланна мак Тігернана Мора.
- Домналл О'Руайрк (ірл. - Domnall Ó Ruairc) - лорд більшої частини Брейфне (1207) – син Фергала мак Домналла мак Фергала.
- Валгард О'Руайрк (ірл. - Ualgarg Ó Ruairc) (1196—1209) – син Кахала мак Аеда мак Доннхада.
- Арт О'Руайрк (ірл. - Art Ó Ruairc) (1209—1210) – син Домналла мак Фергала мак Домналла.
- Ніалл О'Руайрк (ірл. - Niall O'Ruairc) - король Дарті і клану Фермайге (1228) – син Конгалаха мак Фергала мак Домналла.
- Валгард О'Руайрк (ірл. - Ualgarg Ó Ruairc) (1210—1231) – син Кахала мак Аеда мак Доннхада.
- Кахал Ріабах О'Руайрк (ірл. - Cathal Riabach O'Ruairc) (1231—1236) – син Доннхада мак Аеда мак Гілла Брайте.
- Конхобар О'Руайрк (ірл. - Conchobar O'Ruairc) (1250—1257) - син Тігернана мак Домналла мак Кахала.

### Королі та лорди Брейфне з клану О'Руайрк
- Сітрік О'Руайрк (ірл. - Sitric O'Ruairc) (1257) - король Брейфне, коронований і вбитий у 1257 році. Син Валгарга мак Кахала.
- Амлайб О'Руайрк (ірл. - Amlaíb O'Ruairc) (1257—1258) - король Західного Брейфне, син Арта мак Домналла мак Фергала.
- Домналл О'Руайрк (ірл. - Domnall O'Ruairc) (1258) - король Брейфне, син Конхобара мак Тігернана.
- Арт О'Руайрк (ірл. - Art O'Ruairc) (1258—1259) - король Східного Брейфне, син Кахала Ріабаха мак Доннхада.
- Домналл О'Руайрк (ірл. - Domnall O'Ruairc) (1259—1260) - король Брейфне (вдруге).
- Арт Бек О'Руайрк (ірл. - Art Bec O'Ruairc) (1260) - король Західного Брейфне. Вбитий. Син Арта мак Домналлла мак Фергалла.
- Арт О'Руайрк (ірл. - Art O'Ruairc) - король Брейфне у 1261—1266 роках – син Кахала Ріабаха сина Доннхада.
- Конхобар Буйде О'Руайрк (ірл. - Conchobar Buide O'Ruairc) - король Брейфне у 1266—1273 роках, син Амлайба сина Арта.
- Тігернан О'Руайрк (ірл. - Tigernán O'Ruairc) - король Брейфне у 1273—1274 роках, син Еда сина Валгарга сина Кахала.
- Арт О'Руайрк (ірл. - Art O'Ruairc) - король Брейфне у 1275—1275 роках, син Кахала Ріабаха сина Доннхада.
- Амлайб О'Руайрк (ірл. - Amlaib O'Ruairc) - король Брейфне у 1275—1307 роках, син Арта сина Кахала Ріабаха.
- Домналл Каррах О'Руайрк (ірл. - Domnall Carrach O'Ruairc) - король Брейфне у 1307—1311 роках, син Амлайба сина Арта.
- Валгарг Великий О'Руайрк (ірл. - Ualgarg Mór O'Ruairc) -  король Брейфне у 1316—1346 роках, син Домналла Карраха.
- Флайхбертах О'Руайрк (ірл. - Flaithbheartach O'Ruairc) - король Брейфне у 1346—1349 роках, син Домналла Карраха.
- Аод Бан О'Руайрк (ірл. - Aodh bán O'Rourke) - король Брейфне у 1349—1352 роках, син Валгарга Великого сина Домналла.
- Флайхбертах О'Руайрк (ірл. - Flaithbheartach O'Ruairc) - король Брейфне у 1352 році (у тому ж році помер), син Домналла.
- Тадг на г-Коар О'Руайрк (ірл. - Tadgh na gCoar O'Rourke) - король Брейфне у 1352—1376 роках, син Валгарга Великого сина Домналла Карраха.
- Гілла Кріст О'Руайрк (ірл. - Gilla Crist O'Rourke) - лорд Брейфне, пом. 1378 року, син Валгарга Великого сина Домналла Карраха.
- Тігернан Великий О'Руайрк (ірл. - Tigernán Mór O'Rourke) - король Брейфне у 1376—1418 роках, син  Валгарга Великого сина Домналла Карраха.
- Аод Буйдне О'Руайрк (ірл. - Aodh Buidhe O'Rourke) - король Брейфне у 1418—1419 роках, син Тігернана Великого.
- Тадг О'Руайрк (ірл. - Tadhg O'Rourke) - король Захадного Брейфне у 1419—1424 роках, син Тігернана Великого.
- Арт О'Руайрк (ірл. - Art O'Rourke) - король Східного Брейфне у 1419—1424 роках, син Тадга г-Коара.
- Тадг О'Руайрк (ірл. - Tadhg O'Rourke) - король Брейфне у 1424—1435 роках, син Тігернана Великого.
- Лохланн О'Руайрк (ірл. - Lochlann O'Rourke) - король Східного Брейфне у 1435—1458 роках, син Тадга г-Коара.
- Доннхад Бака О'Руайрк (ірл. - Donnchadh Bacagh O'Rourke) - король Західного Брейфне у 1435—1445 роках, син Тігернана Великого.
- Доннхад О'Руайрк (ірл. - Donnchadh O'Rourke) - король Західного Брейфне у 1445—1449 роках, син Тігернана Ога сина Тігернана Великого.
- Тігернан Ог О'Руайрк (ірл. - Tigernán óg O'Rourke) - король Брейфне у 1449—1468 роках, син Тадга сина Тігернана Великого.
- Доннхад Лоск О'Руайрк (ірл. - Donnchadh losc O'Rourke) - напів-король Брейфне у 1468—1476 роках, син Тігернана Великого сина Валгарга Великого.
- Домналл О'Руайрк (ірл. - Domnall O'Rourke) - напів-король Брейфне у 1468—1476 роках, син Тадга сина Тігернана Великого.
- Фейдлімід (Фелімі) О'Руайрк (ірл. - Feidhlimidh O'Rourke) - король Брейфне у 1476—1500 роках, син Доннхада сина Тігернана Ога.
- Еоган (Ейян) О'Руайрк (ірл. - Eóghan O'Rourke) - король Брейфне у 1500—1528 роках, син Тігернана Ога сина Тадга.
- Фейдлімід (Фейлімі) О'Руайрк (ірл. - Feidhlimidh O'Rourke) - король Брейфне у 1528—1536 роках, син Фейдліміда син Доннхада.
- Бріан Біллах Великий О'Руайрк (ірл. - Brian Ballach Mór O'Rourke) - король Брейфне у 1528—1559, 1560—1562 роках, син Еогана сина Тігернана Ога.
- Тадг О'Руайрк (ірл. - Tadhg O'Rourke) - король Брейфне у 1559—1560 роках, син Бріана Баллаха.
- Аод (Ед) Галлда О'Руайрк (ірл. - Aodh Gallda O'Rourke) - король Брейфне у 1562—1564 роках, син Бріана Баллаха.
- Аод (Ед) Буйдне О'Руайрк (ірл. - Aodh Buidhe O'Rourke) - король Брейфне у 1564—1566 роках, син Бріана Баллаха.
- Бріан на Мурха О'Руайрк (ірл. - Brian na Múrtha O'Rourke) -  король Брейфне у 1566—1591 роках, син Бріана Баллаха.
- Бріан Ог на Савхах О'Руайрк (ірл. - Brian Óg na samhthach O'Rourke) - король Брейфне у 1591—1600 роках, син Бріана на Мурха.
- Тадг О'Руайрк (ірл. - Tadhg O'Rourke) - лорд Брейфне у 1600—1605 роках, син Бріана на Мурха.

### Лорди Брейфне з клану О'Рагаллайг (О'Райяллай, О'Рейлі, Муйнтір Маелморда)
- Годфрі О'Рагаллайг (ірл. - Godfrey Ua Raghallaigh) - лорд Муйнтір-Маелморда у 1161 році.
- Кахал О'Рагаллайг (ірл. - Cathal Ua Raghallaigh) - лорд Муйнтір-Маелморда у 1161—1162 роках, син Годфрі.
- Фергал мак Ку Коннахт О'Рагаллайг (ірл. - Fergal mac Cu Chonnacht O'Raigillig) - король Дартрі і вождь клану Фермайге в 1239 році.
- Кахал О'Рагаллайг (ірл. - Cathal Ua Raghallaigh) - лорд Муйнтір-Маелморда в 1256 році.
- Кон О'Рагаллайг (ірл. - Con Ua Raghallaigh) - вождь клану Муйнтір-Маелморда в 1256—1257 роках.
- Маха О'Рагаллайг (ірл. - Matha Ua Raghallaigh) - лорд Муйнтір-Маелморда в 1282 році.
- Фергал О'Райгілліг (ірл. - Ferghal O'Raigillig) - лорд Східного Брейфне у 1282—1293 роках.
- Гілла-Іса Руайд О'Райгілліг (shk/ - Gilla-Isa Ruaid O'Raigillig) - лорд Східного Брейфне у 1327 чи 1330 році.
- Маха мак Гілла-Іса О'Райгілліг (ірл. - Matha mac Gilla-Isa O'Raigillig) - лорд Східного Брейфне в 1304 році.
- Маел Шехлайнн О'Райгілліг (ірл. - Mael Sechlainn O'Raigillig) - лорд східного Брейфне в 1328 році.
- Ріхаод (Рісдерд) О'Рейллі (ірл. - Richard [Risderd] O'Reilly) - лорд Східного Брейфне в 1349 або в 1346—1349 роках.
- Ку Коннахт О'Рейллі (ірл. - Cu Chonnacht O'Reilly) - лорд Східного Брейфне в 1362 чи 1365 році, син Гілла-Іса Руайда.
- Філіп О'Рейллі (ірл. - Philip O'Reilly) - лорд Східного Брейфгне в 1365 – 1366/69, син Гілла-Іса Руайда.
- Магнус О'Рейллі (ірл. - Magnus O'Reilly) - лорд Східного Брейфне в 1366 чи 1369 році.
- Філіп О'Рейллі (ірл. - Philip O'Reilly) - лорд Східного Брейфне в 1366/69 – 1384 роках, син Гілла-Іса Руайда.
- Томас (Хомас) мак Махгамайн Ва Райгіллайг (ірл. - Thomas mac Mathgamain Ua Raighillaigh) - король Муйнтер-Майлморда в 1384—1390 роках.
- Джон мак Філіп О'Рейллі (ірл. - John mac Philip O'Reilly) - лорд Східного Брейфне в 1390—1400 роках, син Філіпа мак Гілла-Іса Руайда.
- Гілла-Іса мак Анріг О'Райгілліг (ірл. - Gilla-Isa mac Anrig O'Raigillig) - лорд Східного Брейфне в 1400 році.
- Маелморда мак Ку Коннахт О'Рейллі (ірл. - Maelmordha mac Cu Connaught O'Reilly) - вождь клану Муйнтір Рейллі в 1403—1411 роках, син Ку Коннахта сина Гілла-Іса Руайда.
- Ріхард мак Хомас О'Рейллі (ірл. - Richard mac Thomas O'Reilly) - лорд Східного Брейфне у 1411—1418 році.
- Овен мак Джон О'Рейллі (ірл. - Owen mac John O'Reilly) вождь клану Муйнтір-Маелморда в 1418—1449 роках.
- Фаррел мак Хомас О'Рейллі (ірл. - Farrell mac Thomas O'Reilly) - вождь клану Муйнтір-Маелморда в 1450 році.
- Джон мак Овен О'Рейллі (ірл. - John mac Owen O'Reilly) - вождь клану Муйнтір-Маелморда в 1450–1460, син Овена сина Джона сина Філіпа сина Гілла-Іса Роу.
- Кахал О'Рейллі (ірл. - Cathal O'Reilly) - вождь клану Муйнтір-Маелморда в 1467 році.
- Турлу мак Джон О'Рейллі (ірл. - Turlough mac John O'Reilly) - лорд Східного Брейфне в 1468—1487 роках, син Джона сина Овена.
- Джон мак Турлу О'РейлліJohn mac Turlough O'Reilly) - лорд Східного Брейфне в 1487—1491 роках.
- Джон мак Кахал О'Рейллі (ірл. - John mac Cathal O'Reilly) - лорд Східного Брейфне в 1491—1510 роках, син Кахала сина Овена сина Джона.
- Х'ю (Хуг) мак Кахал О'Рейллі (ірл. - Hugh mac Cathal O'Reilly) - лорд Східного Брейфне в 1514 році.
- Овен мак Кахал О'Рейллі (ірл. - Owen mac Cathal O'Reilly) - лорд Східного Брейфне в 1526 році.
- Фаррел мак Джон О'Рейллі (ірл. - Farrell mac John O'Reilly) - лорд Східного Брейфне та Конмайкне в 1526—1536 роках, син Джона сина Кахала.
- Маелморда мак Джон О'Рейллі (ірл. - Maelmordha mac John O'Reilly) - лорд Східного Брейфне в 1537—1565 роках, син Джона сина Кахала.
- Х'ю Коналлаг О'Рейллі (ірл. - Hugh Conallagh O'Reilly) - син Маелморда О'Рейллі, лорд Східного Брейфне в 1583 році.
- Джон Роу мак Х'ю О'Рейллі (ірл. - John Roe mac Hugh Conallagh O'Reilly) - лорд Східного Брейфне в 1583—1596 роках.
- Філіп мак Х'ю О'Рейллі (ірл. - Philip mac Hugh O'Reilly) - лорд Східного Брейфне в 1596—1596 роках.
- Едмонд мак Маелморда О'Рейллі (ірл. - Edmond mac Maelmordha O'Reilly) - лорд Східного Брейфне в 1596—1601 роках, син Маелморди сина Кахала.
- Овен мак Хю Коналлаг О'Рейллі (ірл. - Owen mac Hugh Conallagh O'Reilly) - лорд Східного Брейфне в 1601–? роках.

### Королі Брейфне та вожді клану О'Руайрк 1128—1605 років
- Тігернан Великий мак Аеда (ірл. - Tigernan Mór mac Aeda) - після 1128—1172
- Ед мак Гілла Брайте (ірл. - Aed mac Gilla Braite) (1172—1176)
- Амлайб мак Фергайле (ірл. - Amlaib mac Fergaile) (1176—1184)
- Ед мак Мел Шехлайнн (ірл. - Aed mac Mael Sechlainn) (1184—1187)
- Валагарг мак Кахайл Лейх (ірл. - Ualagarg mac Cathail Leith) після 1196—1209
- Арт мак Домнайлл (ірл. - Art mac Domnaill) (1209—1210)
- Валагарг мак Кахайл Лейх (ірл. - Ualagarg mac Cathail Leith) - після 1214—1231
- Кахал Ріабах мак Доннхада (ірл. - Cathal Riabach mac Donnchada) (1231—1236)
- Конхобар мак Тігернайн (ірл. - Conchobhar mac Tigernain) - після 1250—1257
- Сігтрігг (Сітрік) мак Валгайрг (ірл. - Sigtrygg (Sitric) mac Ualgairg) (1256—1257)
- Амлайб мак Айрт (ірл. - Amblaib mac Airt) (1257—1258)
- Домналл мак Конхобайр (ірл. - Domnall mac Conchobair) (1258—1260)
- Art mac Cathail Riabaig 1261-1266
- Conchobar Buide mac Amlaib 1266-1273
- Арт мак Кахайл Ріабайг (ірл. - Art mac Cathail Riabaig) (1273—1275)
- Тігернан мак Аеда (ірл. - Tigernan mac Aeda) (1273—1274)
- Амлайб мак Айрт (ірл. - Amlaib mac Airt) (1275—1307)
- Домналл Каррах мак Амлайб (ірл. - Domnall Carrach mac Amlaib) (1307—1311)
- Валгарг мак Домнайлл Харрайг (ірл. - Ualgarg mac Domnaill Charraig) (1316—1346)
- Флайхбертах мак Домналл Харрайг (ірл. - Flaithbheartach mac Domhnaill Charraigh) (1346—1349)
- Ед Бан мак Валгайрг (ірл. - Aodh Bán mac Ualghairg) (1349—1352)
- Тадг на г-Каор мак Валгайрг (Таг на Гер Вальярг) (ірл. - Tadhg na gCaor mac Ualghairg) (1352—1376)
- Тігернан Великий мак Валгайрг (ірл. - Tighearnan Mór mac Ualghairg) 1376 - 1 лютого 1418 року
- Аод (Ед) Буйде мак Тігернайн Мор (ірл. - Aodh Buidhe mac Tighearnain Mór) (1418—1419)
- Таг мак Тігернайн Мор (ірл. - Tadhg mac Tighearnain Mór) (1419—1435)
- Арт мак Тайдг на Гер (ірл. - Art mac Taidgh na gCaor) (1419—1424)
- Лохлайнн мак Тайдг на Гер (ірл. - Lochlainn mac Taidhg na gCaor) (1435—1440)
- Доннха Лоск мак Тігернайн Мор (ірл. - Donnchadh Losc mac Tighearnain Mór) (1440—1445)
- Доннха мак Тігернайн Ог (ірл. - Donnchadh mac Tighearnain Óg) (1445—1449)
- Лохлайнн мак Тайдг на Гер (ірл. - Lochlainn mac Taidgh na gCaor) (1449—1458)
- Тігернан Ог мак Тайдг (ірл. - Tighearnan Óg mac Taidhg) (1449—1468)
- Довналл мак Тайдг (ірл. - Domhnall mac Taidhg) (1468—1468)
- Доннха Лоск мак Тігернайн Мор (ірл. - Donnchadh Losc mac Tighearnain Mór) (1468—1476)
- Фейлімі мак Донхада (ірл. - Feidhlimidh mac Donnchadha) (1476—1500)
- Еоган (Ейян) мак Тігернайн Ог (ірл. - Eoghan mac Tighearnain Óg) (1500—1528)
- Фейлімі мак Фейлімі (ірл. - Feidhlimidh mac Feidhlimidh) (1528—1536)
- Бріан Баллах мак Еогайн (ірл. - Brian Ballach mac Eoghain) (1536—1559)
- Таг мак Бріайн Валлайг (ірл. - Tadhg mac Briain Bhallaigh) (1559—1560)
- Бріан Баллах мак Еогайн (ірл. - Brian Ballach mac Eoghain) (1560—1562)
- Ед Галлда мак Бріайн Валлай (ірл. - Aodh Gallda mac Briain Bhallaigh) (1562—1564)
- Ед Буйде мак Бріайн Валлай (ірл. - Aodh Buidhe mac Briain Bhallaigh) (1564—1566)
- Бріан на Мурха мак Бріан Валлаг (ірл. - Brian na Murtha mac Briain Bhalliagh) (1566 - 3 листопада 1591 року).
- Бріан Ог на Савхаха мак Бріайн на Мурха (ірл. - Brian Óg na Samhthach mac Briain na Murtha) (1591—1600).
- Тадг мак Бріайн на Мурха (ірл. - Tadhg mac Briain na Murtha) (1600—1605).

### Королі Східної Брейфне з клану О'Рейллі та королі Муйнтір Маойлморда з клану О'Рагаллаг 1161—1607 років
- Гофрайд (ірл. - Gofraid) (? – 1161)
- Кахал мак Гофрайд (ірл. - Cathal mac Gofraid) (1161—1162)
- Кахал мак Аннайд (ірл. - Cathal mac Annaid) (1220—1256)
- Конхобар мак Кахайл (ірл. - Conchobar mac Cathail) (1256—1257)
- Домналл мак Аннайд (ірл. - Domnall mac Annaid) (1257—1283)
- Маха мак Домнайлл (ірл. - Matha mac Domnaill) (1285—1285)
- Фергал мак Домнайлл (ірл. - Fergal mac Domnaill) (1285—1293)
- Гілла Ісу Руад мак Домналл (ірл. - Gilla Isu Ruad mac Domnaill) (1293—1330)
- Рісдерд мак Гіолла Йоса Руайд (ірл. - Risdeard mac Giolla Iosa Ruaidh) (1330—1349)
- Ку Коннахт мак Гіолла Йоса Руайд (ірл. - Cu Chonnacht mac Giolla Iosa Ruaidh) (1349—1365)
- Піліб мак Гьолла Йоса Руайд (ірл. - Pilib mac Giolla Iosa Ruaidh) (1365—1384)
- Майнус мак Кон Коннахт (ірл. - Maghnus mac Con Connacht) (1369—1369)
- Томас Великий мак Махйявна (ірл. - Tomas mor mac Mathghamhna) (1384—1392)
- Шон мак Піліб (ірл. - Seoan mac Pilib) (1392—1400)
- Гіолла Йоса мак Піліб (ірл. - Giolla Iosa mac Pilib) (1400—1403)
- Маолворда мак Кон Коннахат (ірл. - Maolmhordha mac Con Connacht) (1403—1411)
- Рісдерд мак Томаш Ворь (ірл. - Risdeard mac Tomais Mhoir) (1411—1418)
- Ейян мак Шоайн (ірл. - Eoghan mac Seoain) (1418—1449)
- Шон ан Еній мак Ейань (ірл. - Sean an Einigh mac Eoghain) (1449—1460)
- Ферьял мак Томаш Ворь (ірл. - Fearghal mac Tomais Mhoir) (1449—1450)
- Кахал мак Еган (ірл. - Cathal mac Eoghain) (1460—1467)
- Тойрлделбах Шейн ан Ейні (ірл. - Toirdhealbhach mac Seain an Einigh) (1467—1487)
- Шон мак Тойрделвай (ірл. - Sean mac Toirdhealbhaigh) )1487—1491)
- Шон мак Кахаль (ірл. - Sean mac Cathail) (1491—1510)
- Ед мак Кахаль (ірл. - Aodh mac Cathail) (1510—1514)
- Еган Руад мак Кахайл (ірл. - Eoghan Ruadh mac Cathail) (1514—1526)
- Ферьял мак Шон (ірл. - Fearghal mac Seain) (1526—1534)
- Маолворда мак Шон (ірл. - Maolmhordha mac Seain) (1534—1565)
- Аод Конналлах мак Маолворда (ірл. - Aodh Connallach mac Maolmhordha) (1565—1583)
- Сер Шон Руад мак Аода Конналайг (ірл. - Sir Sean Ruadh mac Aodha Connallaigh) (1583—1596)
- Піліб Дув мак Аода Конналлайг (ірл. - Pilib Dubh mac Aodha Connallaigh) (1596—1596)
- Еамонн мак Маолворда (ірл. - Eamonn mac Maolmhordha) (1596—1601)
- Еоган (Ейян) мак Аода Конналайг (ірл. - Eoghan mac Aodha Connalaigh) (1601—1603)
- Маолворда мак Аода Конналлайг (ірл. - Maolmhordha mac Aodha Connallaigh) (1603—1607)